# Senecio glaucus
Senecio glaucus es una planta anual de la familia de las asteráceas. 

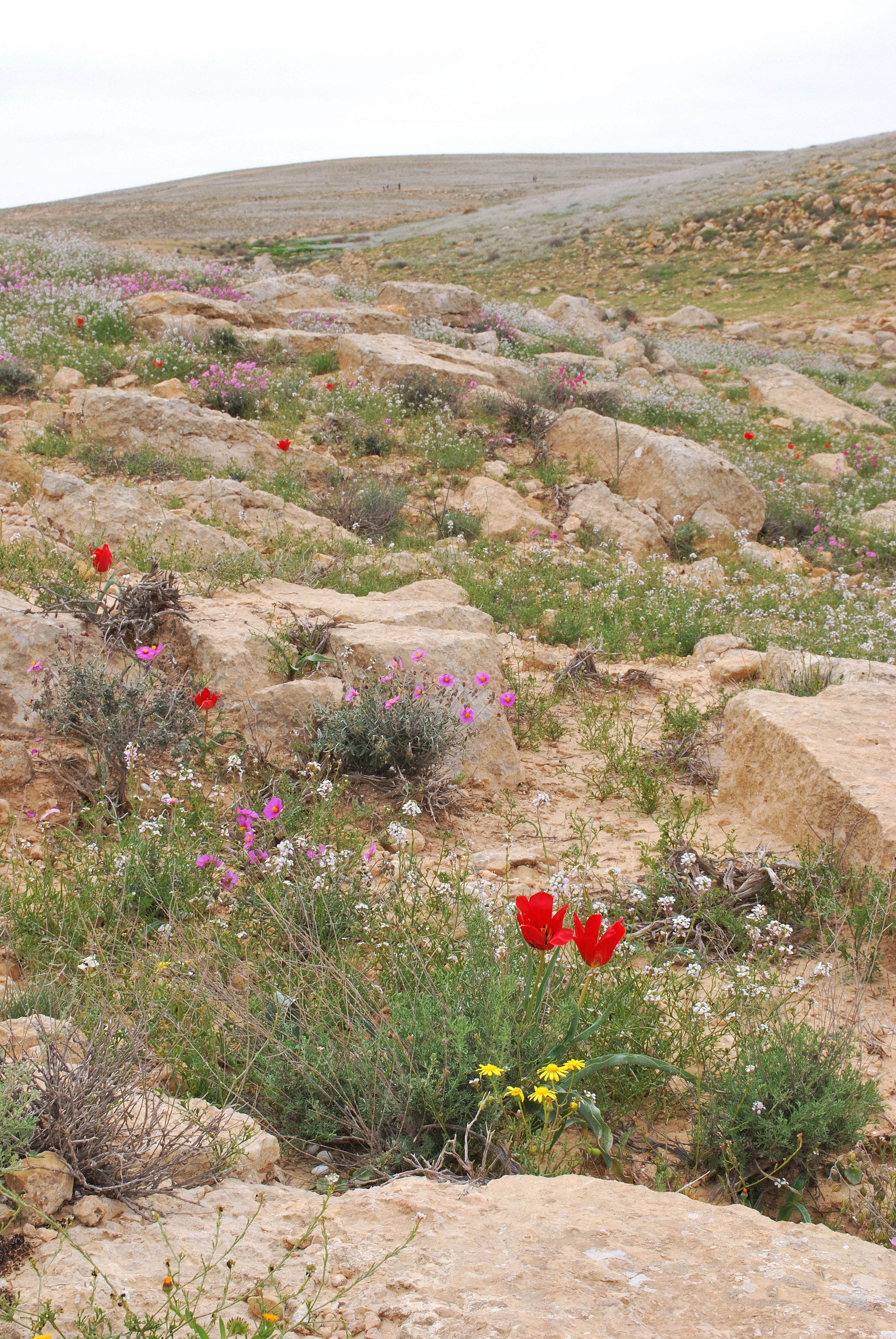
Hábitat de la especie en las montañas Negev (Israel).

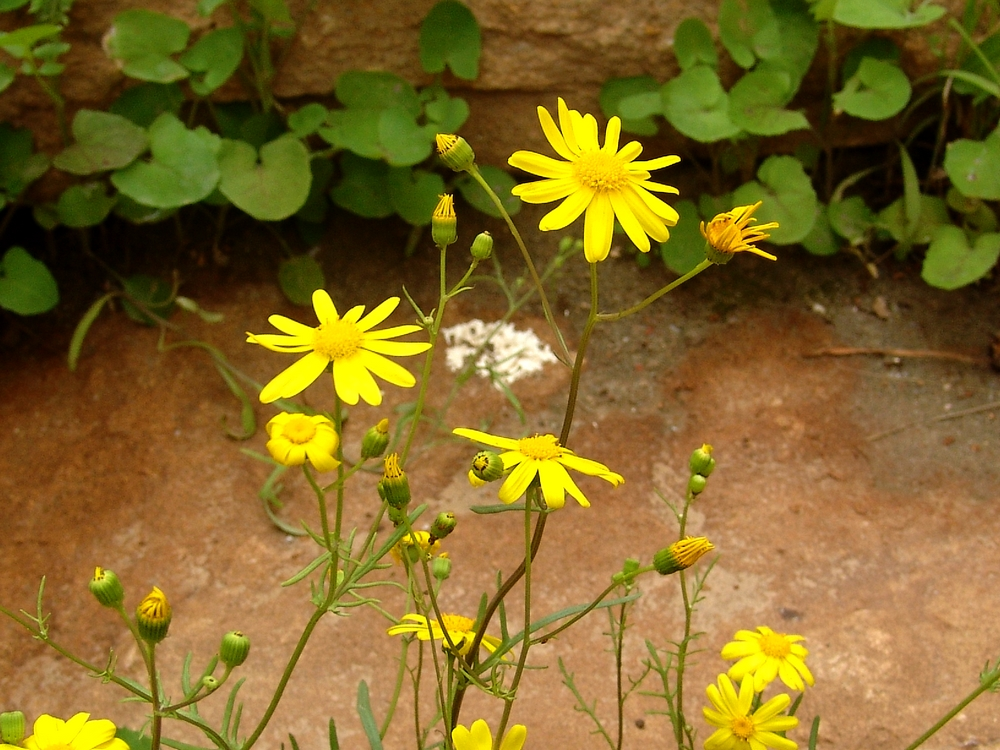
Senecio glaucus en Kuwait.

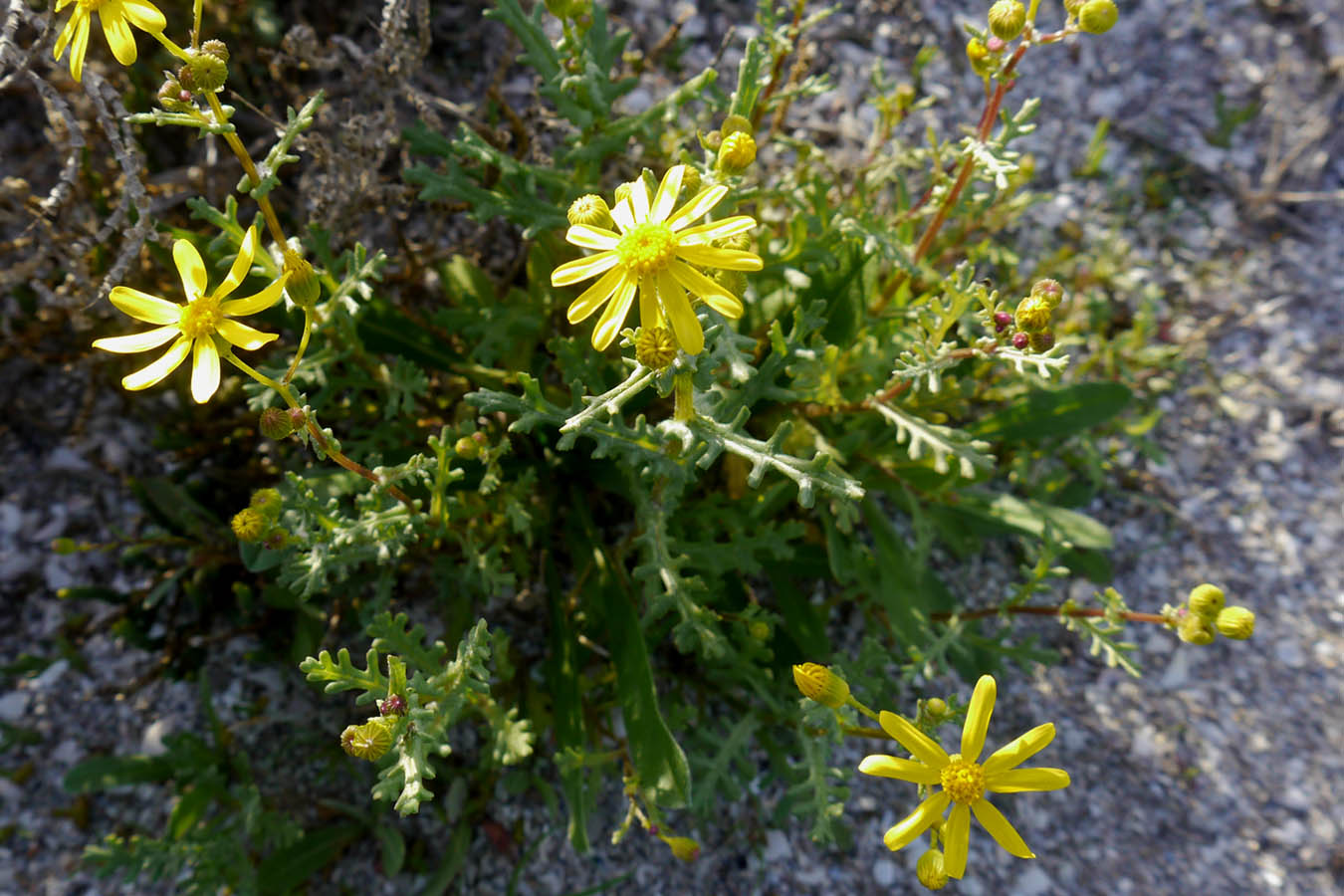
Detalle de las flores de un ejemplar en La Manga del Mar Menor.

## Descripción
Es una planta erguida o subdecumbente, anual, glabra o escasamente pilosa, que alcanza un tamaño de 10-25 cm de altura con tallo herbáceo delgado generalmente muy ramificado desde la base. Hojas sésiles, las inferiores pecioladas, pinnatífidas a pinnatisectas con 6-8 lóbulos, lineales, de 1,5-4 x 0,5-1,5 cm, glabras, a veces escasamente pilosas, lóbulos enteros de 1-2 lóbulos; las superiores auriculadas y amplexicaules, lineales, enteras para pinnatifidas. Capítulos heterógamos, irradiantes, por lo general pocos en corimbos laxos terminales, 0,6-1 cm de diámetro. Pedúnculos de 1-3 cm de largo escasamente piloso o glabro con algunas bractéolas subulados. Involucro poco acampanado, de 4-5 x 2-4 mm; filarios 15-20, linear, de 4-5 x 0,5 mm, glabro o escasamente piloso; filarios externas 8-10, negruzcas en el ápice, lineal. Flósculos amarillos, 8-12, c. 3.5-11 x 2-3 mm, elíptico-oblongas, de revolución, 4-nervada, 3-denticulado en el ápice. Los floretes del disco son muchos, muy delgados, amarillos, de 7-8 mm de largo. Anteras auriculadas obtuso en la base. Estilo minuciosamente lobulado.  Cypsela cilíndrica, acanalada, escabrosa, de 3 mm de largo.

## Distribución y hábitat
Crece sobre prados terofíticos y dunas costeras y de zonas desérticas y su distribución es muy amplia alrededor de todo el Mediterráneo, incluyendo el Norte de África, costas e islas de Francia, España, Italia y Portugal, Islas Canarias, Europa Oriental, Oriente Medio, Asia Central, el Cáucaso y llegando hasta la India. 
En España está presente únicamente en algunas localidades costeras de las provincias de Almería y Región de Murcia. En esta última, se puede encontrar en La Manga del Mar Menor y en las Salinas y Arenales de San Pedro del Pinatar.

## Taxonomía
Senecio glaucus fue descrita por  Carlos Linneo y publicado en Species Plantarum 2: 868, en 1753.

#### Etimología
Ver: Senecio
glaucus: epíteto latino que significa "glauca". 

#### Subespecies
- Senecio glaucus subsp. coronopifolius (Maire) C. Alexander
- Senecio glaucus subsp. cyprius Meikle
- Senecio glaucus  subsp. glaucus L.

#### Sinonimia
- Senecio glaucus subsp. glaucus
- Senecio joppensis Dinsm.[2]